# Monterosso Grana
Monterosso Grana est une commune italienne de la province de Coni, dans la région Piémont.

## Culture
Le village de Sancto Lucio de Coumboscuro possède une culture ni piémontaise, ni italienne mais occitane ; il y est notamment parlé l'occitan vivaro-alpin,.

## Administration
| Période                                  | Période | Identité | Étiquette | Qualité |
| ---------------------------------------- | ------- | -------- | --------- | ------- |
|                                          |         |          |           |         |
| Les données manquantes sont à compléter. |         |          |           |         |

### Hameaux
Frise, Armandi Ollasca, Colletto, Comba, Endrio, Gallo, Partia, Quagna, Russa, Sancto Lucio de Coumboscuro, Serredellamendia, Villa San Pietro

### Communes limitrophes
Castelmagno, Demonte, Dronero, Montemale di Cuneo, Pradleves, Rittana, Valgrana, Valloriate